# Нсаме, Жан-Пьер
Жан-Пьер Нсаме́ (фр. Jean-Pierre Nsame; род. 1 мая 1993, Дуала) — камерунский футболист, нападающий клуба «Комо» и сборной Камеруна. Выступает на правах аренды за клуб «Легия».

## Клубная карьера
Нсаме — воспитанник французского клуба «Анже». 24 апреля 2012 года в матче против «Меца» он дебютировал в Лиге 2. 14 декабря в поединке против «Осера» Жан-Пьер забил свой первый гол за «Анже». В 2013 году Нсаме на правах аренды выступал за «Каркфу», а в 2014 за «Амьен».
Летом 2015 года Жан-Пьер вернулся из аренды в «Анже», который к тому времени вышел в элиту. 15 августа в матче против «Нанта» он дебютировал в Лиге 1.
Летом 2016 года контракт Нсаме с Анже истёк и он на правах свободного агента подписал соглашение с швейцарским «Серветтом». 24 августа в матче против «Ле-Мона» он дебютировал в Челлендж-лиге. 28 августа в поединке против «Кьяссо» Жан-Пьер забил свой первый гол за «Серветт». В матчах против «Волена» и «Вентертура» он сделал по хет-трику. По итогам сезона Нсаме стал лучшим бомбардиром Челлендж-лиги.
Летом 2017 года Жан-Пьер перешёл в «Янг Бойз». 29 июля в матче против «Грассхоппера» он дебютировал в швейцарской Суперлиге. В этом же поединке Нсаме забил свой первый гол за «Янг Бойз». По итогам сезона он помог клубу выиграть чемпионат.

## Международная карьера
4 сентября 2017 года в отборочном матче чемпионата мира 2018 против сборной Нигерии Нсаме дебютировал за сборную Камеруна.

## Проблемы с законом
В 2015 году Нсаме был арестован полицией за избиение собственного сына. Мальчик почти утратил зрение, а нападающему грозило 15 лет лишения свободы.

## Достижения

### Командные
«Янг Бойз»
- Чемпион Швейцарии (5) — 2017/18,2018/19, 2019/20, 2020/21, 2022/23
- Обладатель Кубка Швейцарии (2) — 2019/20, 2022/23

### Личные
- Лучший бомбардир Челлендж-лиги: 2016/17 (22 гола)
- Лучший бомбардир Суперлиги: 2019/20 (32 гола)
- Рекордсмен «Янг Бойз» по количеству голов в сезоне чемпионата Швейцарии: 32 гола[12]